# 大徳 (黎榜)
大徳（だいとく）はベトナム後黎朝で昭宗に対抗する鄭綏らに擁立された黎榜が使用した元号。1518年 - 1519年?。『欽定越史通鑑綱目』は天徳に作る。

## 西暦・干支・他元号との対照表
| 大徳 | 元年    | 2年     |
| 西暦 | 1518年  | 1519年  |
| 干支 | 戊寅    | 己卯    |
| 黎朝 | 光紹3年 | 光紹4年 |